# Хайне, Бас
Бастиан Йохан (Бас) Хайне (нидерл. Bastiaan Johan (Bas) Heijne; род. 9 января 1960, Неймеген, Нидерланды) — голландский журналист, писатель, переводчик.

## Карьера
В 1984 году написал первый роман «Последние слова» («Laatste woorden»). В период между 1984 и 1992 годами писал для журнала «HP/De Tijd». В 1992 году написал другой роман, «Суэц» («Suez»).
С 1991 года вел колонку в газете «NRC Handelsblad». В феврале 2013 года в колонке призвал досрочно закончить год российско-нидерландской дружбы из-за закона против пропаганды гомосексуализма.